# Beth Harmon
Elizabeth " Beth " Harmon és un personatge de ficció i la protagonista principal de la novel·la de Walter Tevis The Queen's Gambit i de la minisèrie dramàtica de Netflix del mateix nom, en la qual és interpretada per Anya Taylor-Joy. L'actuació de Taylor-Joy com a Beth va ser aclamada per la crítica. Va ser nominada al Primetime Emmy Award a la millor actriu principal en una sèrie limitada o pel·lícula. També va guanyar el premi Globus d'Or a la millor actriu - minisèrie o pel·lícula de televisió i el premi Screen Actors Guild a la millor interpretació d'una actriu femenina en una minisèrie o pel·lícula de televisió.

## Biografia de ficció
La Beth és una prodigi dels escacs que va quedar òrfena als vuit anys quan la seva mare va morir en un accident de cotxe. Va créixer en un orfenat, el senyor Shaibel li va ensenyar escacs i aviat es va convertir en una bona jugadora. Mentre s'està a l'orfenat, lluita contra una addicció als tranquil·litzants. En l'adolescència va ser adoptada i va començar el seu ràpid ascens al món dels escacs, i finalment va desafiar els millors jugadors soviètics. A mesura que la seva habilitat i perfil creixen, també ho fa la seva dependència dels tranquil·litzants i, finalment, de l'alcohol.

## Concepte i inspiració
Diana Lanni, una jugadora d'escacs de Nova York contemporània de Tevis que va representar els Estats Units a l'Olimpíada d'escacs de Lucerna de 1982, va suggerir que, almenys en part, va ser la inspiració per al personatge de Beth Harmon i que el seu amic gran mestre Larry Kaufman va ser la inspiració per al personatge Harry Beltik del llibre. Lanni creu que és plausible que hagi cridat l'atenció de Tevis quan jugava a les taules a l'aire lliure del Washington Square Park com a única dona i com algú amb problemes de depressió i addicció. Altres jugadors d'escacs de la vida real que es diu que la van inspirar inclouen Bobby Fischer i el mateix Tevis. Tevis, però, va negar explícitament que cap dels seus personatges estigués basat en persones de la vida real. També va dir que li semblava més interessant escriure un personatge femení.

## Adaptació televisiva
Després de diversos intents avortats de portar la novel·la a la pantalla, Netflix va anunciar que havia adquirit els drets, amb Anya Taylor-Joy confirmada com a protagonista del programa, el 19 de març de 2019, amb una publicació a Twitter de Netflix Queue.